# Zależność magiczna

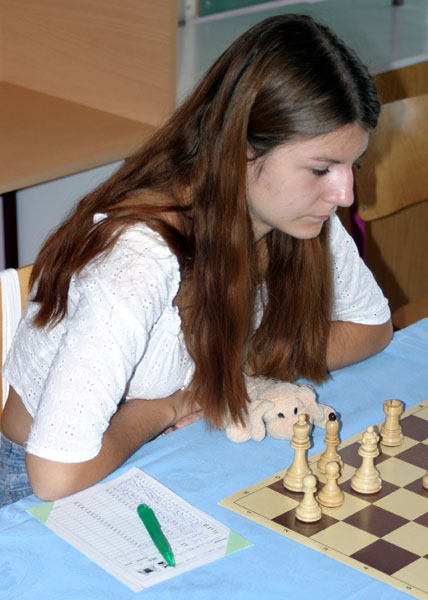
Szachistka podczas rozgrywki wraz ze swoim osobistym talizmanem, mającym przynieść jej szczęście

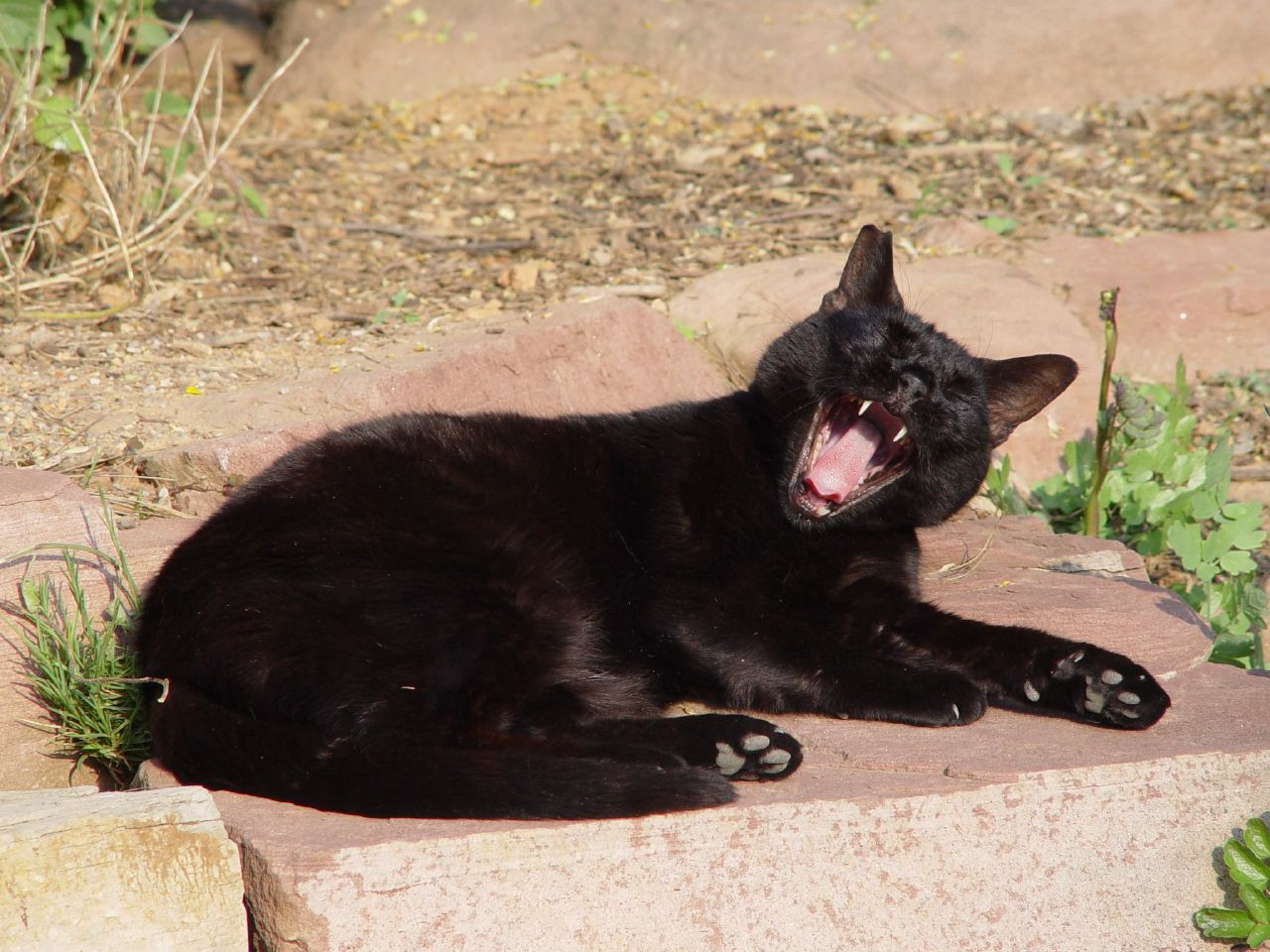
Czarne umaszczenie występujące u zwierząt jest powodem wielu przesądów

Zależność magiczna – termin z zakresu teorii warunkowania instrumentalnego oznaczający taką relację między reakcją (zachowaniem) a wzmocnieniem (nagrodą), która nie występuje w rzeczywistości, ale istnieje w przekonaniu organizmu (w języku potocznym używane zamiennie z pojęciem „zabobon”). Twórcą tego terminu jest Burrhus Skinner, amerykański behawiorysta.

## Przykłady
- Skinner umieszczał głodne gołębie w klatkach i karmił je w równych odstępach czasu, bez względu na to, jaką reakcję wykonywały. Okazało się, że w wyniku takich wzmocnień gołębie zaczęły się dziwnie zachowywać: niektóre podnosiły jedno skrzydełko, inne kręciły się wokół własnej osi, a jeszcze inne nauczyły się kucać. Skinner tłumaczył to zależnością magiczną – gdy kulka pokarmu wpada do klatki głodnego gołębia, to często wykonuje on akurat w tym momencie jakąś przypadkową czynność (np. podnosi skrzydło lub kręci łebkiem). W „przekonaniu” gołębia pojawienie się kuleczki pokarmu jest związane z wykonywaniem tej czynności. Przypadkowa reakcja, którą akurat wykonuje gołąb, zostaje wzmocniona. Gołąb wykonuje ją więc ponownie, a ponieważ eksperymentator podaje kulki pokarmu bez względu na to, jak zwierzę się zachowuje, to te przypadkowe reakcje znowu są wzmacniane.
- Student idzie na egzamin w formie testu wyboru. Nie jest przygotowany, w dodatku zapomina wziąć długopis, o czym przekonuje się tuż przed rozpoczęciem egzaminu. Biegnie więc do pobliskiego kiosku i kupuje długopis. Udaje mu się następnie zdać egzamin o wiele lepiej, niż oczekiwał. Reakcja kupowania długopisu przed egzaminem zostaje wzmocniona. Student może dojść do przekonania, że kupowanie długopisu tuż przed egzaminem przynosi szczęście.
- Gracz skreśla na kuponie totolotka datę urodzenia bliskiej mu osoby oraz numer telefonu komórkowego. Okazuje się, że wygrywa. Reakcja skreślania „szczególnych numerów” zostaje wzmocniona (tym bardziej, im większa jest wygrana). Od tej pory gracz będzie skłonny skreślać tylko „szczęśliwe liczby”.
- W trakcie gry w chińczyka gracz chucha na kości do gry (lub pociera je o czoło). Podczas rzutu wypada liczba, której sobie życzył. W ten sposób reakcja chuchania na kości (lub pocierania) tuż przed rzutem zostaje wzmocniona i będzie pojawiać się częściej.

Na zasadzie zależności magicznych ludzie mogą uczyć się powtarzania reakcji, które nie mają żadnego związku z ich następstwami. Jest to jeden z mechanizmów tworzenia się przesądów. W teorii tej nie jest potrzebne odwoływanie się do czynników świadomych w tworzeniu się zabobonów. Dana osoba nie musi pamiętać, jak doszło u niej do wyuczenia się zależności magicznej, ani nie musi być świadoma mechanizmu, który kieruje jej zachowaniem (tak jak u gołębia). Inne teorie i mechanizmy, które mogą wyjaśnić tworzenie się przesądów i utrwalenie zależności magicznej: samospełniająca się przepowiednia, społeczne uczenie się, mechanizmy obronne, heurystyka dostępności. Na przykład jeśli student jest głęboko przekonany o istnieniu związku między kupowaniem długopisu a poziomem zdania egzaminu i pewnego razu nie zdąży go kupić (np. w kiosku nie było), to może być tak zdenerwowany, że egzamin napisze rzeczywiście poniżej oczekiwań. Z kolei jeśli uda mu się wykonać odpowiednie „magiczne” zabiegi, to jego nastawienie może się pod wpływem tego zmienić, w związku z czym podnoszą się także szanse na to, że egzamin napisze dobrze.
Mechanizm tworzenia się zależności magicznych jest w stanie wyjaśnić niektóre nieracjonalne zachowania ludzi, traktowane zwykle jako objawy choroby psychicznej lub innych zaburzeń.
- Człowiek może nauczyć się wierzyć, że od jego śpiewu zależy wschód słońca. Każdego dnia o poranku może wychodzić na balkon swojego mieszkania o 3:30 rano i śpiewać na cały głos. W jego przekonaniu inaczej doszłoby do zamarznięcia całej Ziemi.

Zależności magiczne mogą pojawiać się w różnych sytuacjach, nie tylko jako zabobony i choroby psychiczne. Wiele ludów plemiennych wznosi modły do bóstw o deszcz lub zesłanie klęski na wroga, człowiek może nauczyć się wierzyć, że życzliwość ludzi zależy od zamożności lub miejsca zajmowanego w hierarchii społecznej, a układ gwiazd decyduje o tym, jaki charakter będzie mieć nowo narodzone dziecko. W niektórych przypadkach nie jesteśmy w stanie rozstrzygnąć, czy nasze przekonania są racjonalne, czy należą do zależności magicznych. Pewne ludzkie zachowania są związane z tym, w jakie zależności się wierzy, a nie z tym, czy te zależności rzeczywiście zachodzą (do nich należy modlitwa).